# Zakl, Braslovče
Zakl este o localitate din comuna Braslovče, Slovenia, cu o populație de 55 de locuitori.